# Kolponomos
Kolponomos es un género extinto de osos marinos que existieron desde las épocas del Hemingfordiense al Aquitaniense del Mioceno, hace cerca de 20 millones de años. 
Fue descrito en 1960 por Ruben A. Stirton, un paleontólogo del Museo Americano de Historia Natural, a partir de un cráneo parcial y mandíbula hallados en la península Olímpica. Stirton pensó que era un prociónido marino grande, pero un ejemplar hallado en dos piezas por el coleccionista de fósiles Douglas Emlong cerca de Newport, Oregon, en 1969 y 1977, probó que el género estaba relacionado con los ancestros de los úrsidos modernos. Desde entonces, sólo se ha hallado otro fósil adicional de Kolponomos, en las islas Aleutianas, con lo cual el número total de ejemplares asciende a tres.
Kolponomos tenía un hocico corto y amplios molares grandes que pudieron estar adaptados a una dieta de invertebrados marinos de conchas duras, y sus hocicos cortos y ojos dirigidos anteriormente indican que pudo ser capaz de ver objetos situados directamente en frente de sus cabezas. Grandes puntos de sujeción muscular situados en el cuello y huesos robustos de los pies combinados con los demás rasgos sugieren que Kolponomos llenó un nicho ecológico único entre los carnívoros marinos, cercano al que hoy ocupa la nutria marina con la que no estaba cercanamente relacionado. Debido a la carencia de un esqueleto completo, sin embargo, es difícil realizar inferencias acerca de las demás adaptaciones de este animal.